# СТ-68
СТ-68У — советская подвижная трёхкоординатная радиолокационная станция дециметрового диапазона боевого режима (англ. Tin Shield по классификации НАТО). Предназначена для обнаружения и сопровождения маловысотных целей в активных и пассивных помехах при наличии интенсивных отражений от земли и в сложных метеоусловиях.

## Описание
СТ-68У — многофункциональная станция, в ней используются два активных и два пассивных канала.
Для транспортировки СТ-68У используются тягачи КрАЗ-255 или КрАЗ-260. Время свёртывания и развёртывания РЛС обученным расчётом в составе 5 человек составляет не более 60 мин.

## Модификации

### СТ-68У (19Ж6)
В состав данной РЛС входит полуприцеп 6УФ на шасси МАЗ-938Б с собственно РЛС и прицеп 6БП на шасси МАЗ-5224В с двумя дизель-генераторами.

ТТХ:
| Импульсная мощность       | 360 кВт;                                                          |
| Скорость вращения антенны | 6 или 12 об/мин;                                                  |
| Разрешающая способность:  |                                                                   |
| по дальности:             | 300 м (нижняя угломестная зона), 600 м (верхняя угломестная зона) |
| по азимуту:               | 4°                                                                |
| по углу места:            | 3° (нижняя угломестная зона), 11° (верхняя угломестная зона)      |

### СТ-68УМ (35Д6/36Д6)

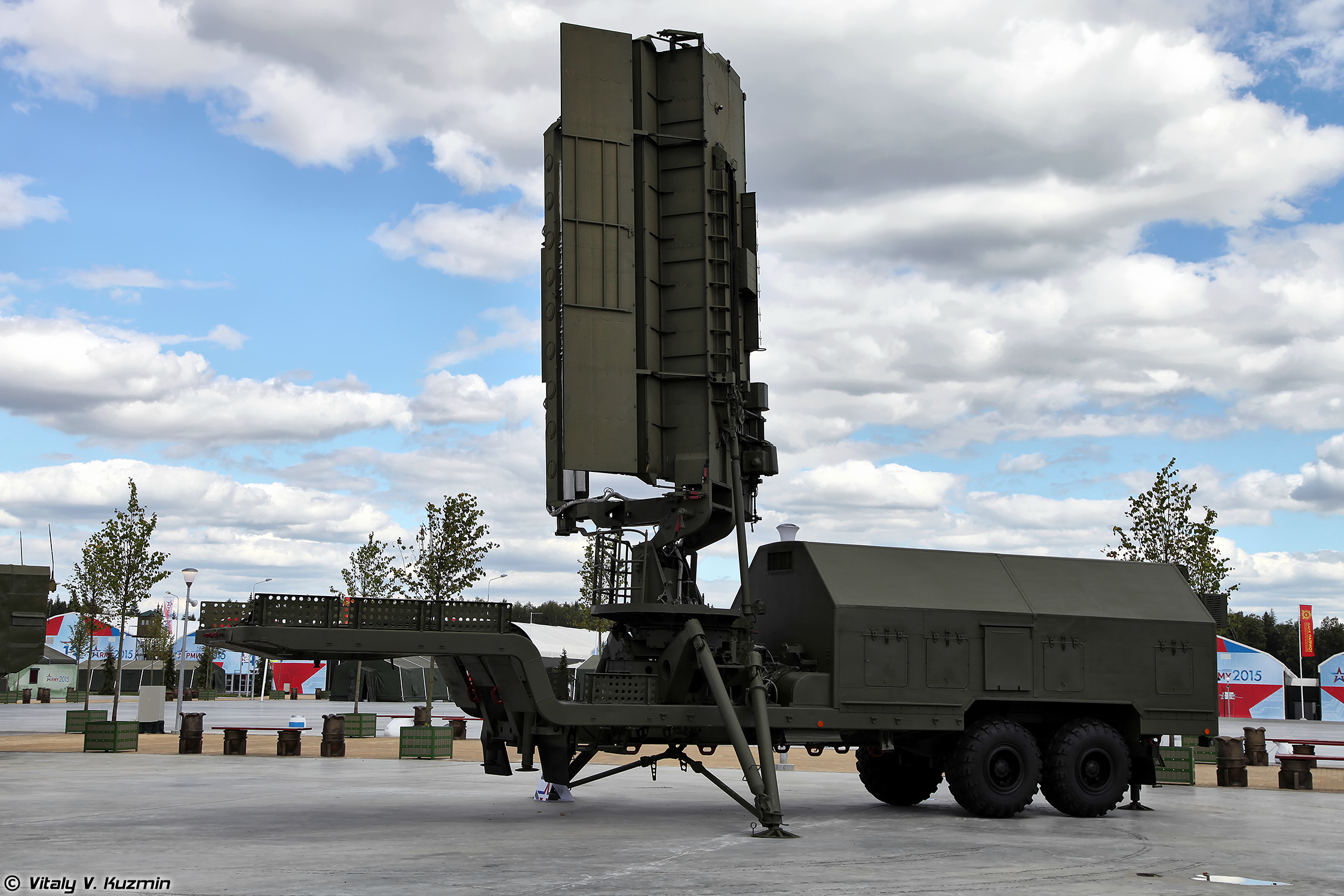
35Д6 СТ-68УМ.

Модернизированная версия СТ-68УМ — 35Д6, имеет улучшенные параметры по обнаружению. Кроме того, в этой версии антенна может устанавливаться на вышку 40В6М. Примерное время развёртывания — 2 часа.
Модификация 35Д6-4ВС состоит из непосредственно РЛС, дизельного агрегата питания, вышки 40В6М, кабины связи 6ИИ на шасси КамАЗ. Для транспортировки необходимы 2 автомобиля КрАЗ-255 (260) в модификации седельный и бортовой, а также МАЗ-537.
Конструкция антенны — первичный отражатель в форме сектора параболического цилиндра с линейкой излучателей, позволяющих проводить электронное сканирование по углу места в диапазоне −20'..+30°. Сканирование по азимуту — механическое с периодом вращения антенны 5 или 10 с. Импульсная мощность передатчика — 350 кВт, что, по заявлению разработчиков, позволяет обнаруживать низковысотную цель с ЭПР 0,1 м² (на высоте 100 м) на расстоянии 46 км, на средних и больших высотах — на расстоянии 175 км.
Выпускается на Запорожском научно-производственном комплексе «Искра».